# Travis Schuldt
Travis Schuldt (Topeka, Kansas, 18 de Setembro de 1974) é um ator estadunidense, mais conhecido por interpretar Ethan Crane em Passions e Keith Dudemeister em Scrubs.

## Biografia

### Vida pessoal
Travis Schuldt nasceu e cresceu na pequena cidade de Topeka, no estado do Kansas, e lá permaneceu até se formar no ensino médio. Pouco depois, ele se mudou para Fort Worth, no estado do Texas, onde se formou em teatro pela Texas Christian University.
Durante o ano de 2003, Travis namorou Natalie Zea, sua co-estrela em Passions.

### Carreira
Schuldt começou sua carreira no teatro, participando de inúmeras peças como Glengarry Glen Ross, The Taming of the Shrew, The Tragedy of Macbeth, The Madwoman of Chaillot, Icarus' Mother, Venus, Adonis and Cardenio e Albert Hall.
O primeiro papel de importância na televisão surgiu na soap opera Passions, na qual Schuldt interpretou Ethan Crane por três anos, entre 1999 e 2002, sendo eventualmente substituído por Eric Martsolf.
A partir de 2006, Schuldt tornou-se mais conhecido por interpretar Keith Dudemeister na série de televisão Scrubs, estrelada por Zach Braff. Outras aparições em programas de televisão incluem participações em Veronica Mars, My Boys e 10-8: Officers on Duty.

## Filmografia

### Televisão
- 2009 It's Always Sunny in Philadelphia como Ben
- 2009 Fringe como Agt. Kashner
- 2009 Scrubs como Keith Dudemeister
- 2008 The Big Bang Theory como Eric
- 2007 My Boys como Matt Dougan
- 2004 Veronica Mars como Conner Larkin
- 2003 10-8: Officers on Duty como Chase Williams
- 2002 Passions como Ethan Crane

### Cinema
- 2008 Major Movie Star como SFC Harrison
- 2008 An American Carol como Josh
- 2008 Something's Wrong in Kansas como Juice
- 2008 From a Place of Darkness como Miles Kody
- 2007 Hack! como Tim
- 2007 The Hitcher como Harlan Bremmer Jr.
- 2005 Automatic como Randall
- 2002 Candy como Luc
- 1999 Midsummer como Demetrius